# Soquete AM4
AM4 é um socket de microprocessador do padrão PGA usado pela AMD em unidades centrais de processamento (CPUs) construído para microarquiteturas Zen (incluindo Zen +, Zen 2 e Zen 3) e Excavator.
O AM4 foi lançado em setembro de 2016 e foi projetado para substituir os soquetes AM3+, FM2+ e FS1b como uma plataforma única. Ele tem slots de 1331 pinos e é o primeiro da AMD a oferecer suporte à memória DDR4, bem como alcançar compatibilidade unificada entre CPUs high-end (anteriormente usando Socket AM3+) e APUs de baixo custo da AMD (em vários outros soquetes). Em 2017, a AMD se comprometeu a usar a plataforma AM4 com soquete 1331 até 2020.

## Recursos

O chipset X370 oferece suporte a várias placas gráficas. Mas o número de pistas PCIe disponíveis depende da CPU/APU.

- Suporte para família de CPUs e APUs baseadas no Zen (incluindo Zen +, Zen 2 e Zen 3) (Ryzen, Athlon), bem como para algumas APUs Série A e CPUs Athlon X4 (Bristol Ridge com base na microarquitetura Excavator)
- Suporta PCIe 3.0[8] e 4.0[9]
- Suporta até 4 módulos de memória DDR4 SDRAM[8] na configuração de dual-channel

## Dissipador de calor
O soquete AM4 especifica os 4 orifícios para fixação do dissipador de calor na placa-mãe a serem colocados nos cantos de um retângulo com complimento lateral de 54 x 90 mm. Os soquetes anteriores têm 48 x 96 mm.
Alguns dissipadores de calor para sockets mais antigos não são compatíveis. Alguns fabricantes de coolers, entretanto, estão oferencendo suportes que permitem que coolers fabricados anteriormente funcionem com AM4, enquanto outros coolers serão reprojetados. Como alternativa, alguns fabricantes de placas-mãe estão incluindo orifícios de montagem para coolers AM3 e AM4, permitindo o uso de coolers de gerações anteriores. Coolers AM4 que usam uma abordagem de suporte de duas pontas (como o AMD Wraith Prismo) pra montar o cooler funcionarão com AM4 e até o soquete 754/939.

## Chipsets
O soquete AM4 é atualmente uma base para 8 modelos de chipset. Enquanto os processadores para este soquete foram projetados como sistemas em um chip (SoC), com o tradicional northbridge e southbridge no processador, o chipset da placa-mãe aumentará o número de pistas PCI Express e outras opções de conectividade. Essas opções de conectividade incluem: NVMe, SATA e USB 3.2 Gen 2. Também existem variações em chipset de A320 e X370, chamadas A300 e X300 respectivamente, que dependem exclusivamente do SoC integrado na CPU; esses chips são projetados exclusivamente para sistemas de fator de forma pequeno Small form factor (SFF) em que existe a possibilidade de não haver espaço suficiente na placa para caber um chipset real; esses 'chipsets' também estão disponíveis apenas para uso OEM e não estão disponíveis para compra com placas SFF.
| Knoll       | Não é um chipset real, mas um chip ativador simples que sinaliza ao processador para usar seu próprio die IO integrado  | Não é um chipset real, mas um chip ativador simples que sinaliza ao processador para usar seu próprio die IO integrado  | Não é um chipset real, mas um chip ativador simples que sinaliza ao processador para usar seu próprio die IO integrado  | Não é um chipset real, mas um chip ativador simples que sinaliza ao processador para usar seu próprio die IO integrado  | Não é um chipset real, mas um chip ativador simples que sinaliza ao processador para usar seu próprio die IO integrado  | Não é um chipset real, mas um chip ativador simples que sinaliza ao processador para usar seu próprio die IO integrado  | Não é um chipset real, mas um chip ativador simples que sinaliza ao processador para usar seu próprio die IO integrado  | Não é um chipset real, mas um chip ativador simples que sinaliza ao processador para usar seu próprio die IO integrado  | Não é um chipset real, mas um chip ativador simples que sinaliza ao processador para usar seu próprio die IO integrado  | Não é um chipset real, mas um chip ativador simples que sinaliza ao processador para usar seu próprio die IO integrado  | Não é um chipset real, mas um chip ativador simples que sinaliza ao processador para usar seu próprio die IO integrado  | Não é um chipset real, mas um chip ativador simples que sinaliza ao processador para usar seu próprio die IO integrado  | Não é um chipset real, mas um chip ativador simples que sinaliza ao processador para usar seu próprio die IO integrado  | Não é um chipset real, mas um chip ativador simples que sinaliza ao processador para usar seu próprio die IO integrado  | Não é um chipset real, mas um chip ativador simples que sinaliza ao processador para usar seu próprio die IO integrado  | Não é um chipset real, mas um chip ativador simples que sinaliza ao processador para usar seu próprio die IO integrado  | Não é um chipset real, mas um chip ativador simples que sinaliza ao processador para usar seu próprio die IO integrado  | Não é um chipset real, mas um chip ativador simples que sinaliza ao processador para usar seu próprio die IO integrado  | Não é um chipset real, mas um chip ativador simples que sinaliza ao processador para usar seu próprio die IO integrado  | Não é um chipset real, mas um chip ativador simples que sinaliza ao processador para usar seu próprio die IO integrado  |
| A320        | Fevereiro de 2017 | PCIe 2.0 ×4 | Não | Não | 1, 2, 6 | 4 | 0, 1, 10 | Não | Não | ~5 W | Sim | Sim | Sim | Varia | Varia | Promontory | | | | |
| B350        | Fevereiro de 2017 | PCIe 2.0 ×6 | Sim | Não | 2, 2, 6 | 4 | 0, 1, 10 | Não | Sim | ~5 W | Sim | Sim | Sim | Varia | Varia | Promontory | | | | |
| X370        | Fevereiro de 2017 | PCIe 2.0 ×8 | Sim | Sim | 2, 6, 6 | 8 | 0, 1, 10 | Não | Sim | ~5 W | Sim | Sim | Sim | Varia | Varia | Promontory | | | | |
| B450        | Março de 2018 | PCIe 2.0 ×6 | Sim | Não | 2, 2, 6 | 4 | 0, 1, 10 | Sim | , · with PBO | ~5 W | Varia | Sim | Sim | Sim | Varia | Promontory | | | | |
| X470        | Março de 2018 | PCIe 2.0 ×8 | Sim | Sim | 2, 6, 6 | 8 | 0, 1, 10 | Sim | , · with PBO | ~5 W | Varia | Sim | Sim | Sim | Varia | Promontory | | | | |
| A520        | Agosto de 2020 | PCIe 3.0 ×6 | Não | Não | 1, 2, 6 | 4 | 0, 1, 10 | Sim | Não | ~5 W | Não | Não | Não | Sim | Sim | Promontory | | | | |
| B550        | Junho de 2020 | PCIe 3.0 ×10 | Sim | Não | 2, 2, 6 | 6 | 0, 1, 10 | Sim | , · with PBO | ~5 W | Não | Não | Não | Sim | Sim | Promontory | | | | |
| X570        | Julho de 2019 | PCIe 4.0 ×16 | Sim | Sim | 8, 0, 4 | 12 | 0, 1, 10 | Sim | , · with PBO | ~15 W | Não | Não | Sim | Sim | Sim | Matisse ou Vermeer | | | | |
| AMD Pro 500 | Não é um chipset real, mas um chip ativador simples que sinaliza ao processador para usar seu próprio chip IO integrado | Não é um chipset real, mas um chip ativador simples que sinaliza ao processador para usar seu próprio chip IO integrado | Não é um chipset real, mas um chip ativador simples que sinaliza ao processador para usar seu próprio chip IO integrado | Não é um chipset real, mas um chip ativador simples que sinaliza ao processador para usar seu próprio chip IO integrado | Não é um chipset real, mas um chip ativador simples que sinaliza ao processador para usar seu próprio chip IO integrado | Não é um chipset real, mas um chip ativador simples que sinaliza ao processador para usar seu próprio chip IO integrado | Não é um chipset real, mas um chip ativador simples que sinaliza ao processador para usar seu próprio chip IO integrado | Não é um chipset real, mas um chip ativador simples que sinaliza ao processador para usar seu próprio chip IO integrado | Não é um chipset real, mas um chip ativador simples que sinaliza ao processador para usar seu próprio chip IO integrado | Não é um chipset real, mas um chip ativador simples que sinaliza ao processador para usar seu próprio chip IO integrado | Não é um chipset real, mas um chip ativador simples que sinaliza ao processador para usar seu próprio chip IO integrado | Não é um chipset real, mas um chip ativador simples que sinaliza ao processador para usar seu próprio chip IO integrado | Não é um chipset real, mas um chip ativador simples que sinaliza ao processador para usar seu próprio chip IO integrado | Não é um chipset real, mas um chip ativador simples que sinaliza ao processador para usar seu próprio chip IO integrado | Não é um chipset real, mas um chip ativador simples que sinaliza ao processador para usar seu próprio chip IO integrado | Não é um chipset real, mas um chip ativador simples que sinaliza ao processador para usar seu próprio chip IO integrado | Não é um chipset real, mas um chip ativador simples que sinaliza ao processador para usar seu próprio chip IO integrado | Não é um chipset real, mas um chip ativador simples que sinaliza ao processador para usar seu próprio chip IO integrado | Não é um chipset real, mas um chip ativador simples que sinaliza ao processador para usar seu próprio chip IO integrado | Não é um chipset real, mas um chip ativador simples que sinaliza ao processador para usar seu próprio chip IO integrado |

1. ↑  Pistas PCIe fornecidas pelo chipset. A CPU oferece outras pistas PCIe 3.0 ou 4.0.
2. ↑  Existem duas configurações do ativador Knoll: plataforma A300, overclock desabilitado; e plataforma X300, overclock habilitado
3. ↑  Atualização do BIOS necessária. A disponibilidade pode depender do fabricante.
4. 1 2  As atualizações do BIOS Beta podem ser disponibilizadas pelos fabricantes da placa-mãe.
5. ↑  Variantes somente OEM B550A com e mais duas portas USB e mais duas pistas PCIe adicionadas; e Pro 560 e Pro 565 com overclock desabilitado.
6. ↑  7W em resfriamento passivo (denominado X570s).

## Compatibilidade
Em 2020, a AMD enfrentou algumas críticas quando foi anunciado em 7 de maio que os microprocessadores Zen 3/Ryzen 5000 seriam compatíveis apenas com as novas placas-mãe AM4 da série 500. Isso foi explicado porque os tamanhos do BIOS da placa-mãe não eram grandes o suficiente para suportar a gama completa de processadores soquete AM4. Isso perturbou alguns usuários, conforme descrito pela Anandtech, eles "... presumiram que isso significava que qualquer placa-mãe baseada na plataforma AM4 seria capaz de aceitar todos os processadores feitos de 2016 a 2020, incluindo o novo Zen 3...". Após o anúncio, alguns fabricantes de placas-mãe anunciaram que planejavam adicionar suporte para processadores Zen 3 por meio de atualização de BIOS.
Em 19 de maio de 2020, no entanto, a AMD mudou sua posição e afirmou que o Zen 3 viria para placas-mãe X470 e B450 mais antigas selecionadas por meio de uma atualização de BIOS. Isso seria alcançado desabilitando o suporte para alguns processadores AM4 mais antigos no BIOS ROM, a fim de alocar espaço para suportar os processadores mais novos.
Em 12 de novembro de 2021, de acordo com a TechPowerUp, ASUS e Gigabyte, são os poucos fornecedores que permitiram o Ryzen 5000 na placa-mãe A320 e, de acordo com o TomsHardware, isso foi feito removendo o suporte para processadores AMD 7ª Geração A e Athlon X4 (Bristol Ridge).

## Impacto no Mercado
O soquete AM4 teve um impacto significativo no mercado de CPUs, desempenhando um papel crucial na ascensão da AMD e na sua capacidade de competir de forma eficaz com a Intel, algo que não acontecia há anos. Antes da introdução do AM4 e da arquitetura Zen, a AMD estava lutando para competir em termos de desempenho com os processadores da linha Intel Core, especialmente nas categorias de alto desempenho.

#### Unificação da Plataforma
O AM4 foi a primeira plataforma da AMD a unificar o suporte tanto para CPUs de alto desempenho quanto para APUs de baixo custo, permitindo uma linha de produtos mais simplificada. Antes do AM4, a AMD utilizava diferentes soquetes para CPUs e APUs, o que fragmentava seu mercado. Essa unificação facilitou a vida de consumidores e integradores de sistemas, ao mesmo tempo que reduziu os custos de produção e desenvolvimento.

#### Competitividade com a Intel
Com o lançamento da microarquitetura Zen em 2017, junto com o soquete AM4, a AMD conseguiu superar um dos maiores obstáculos que enfrentava: o desempenho por núcleo. As CPUs Ryzen da AMD, baseadas no AM4, começaram a competir de igual para igual com os processadores Intel Core em termos de desempenho multi-thread e, em muitos casos, ofereceram uma melhor relação custo-benefício. Por exemplo, enquanto os processadores Intel dominavam o mercado de entusiastas e jogos, a linha Ryzen oferecia uma combinação equilibrada de preço, eficiência e desempenho, ganhando rapidamente popularidade.

#### Estabilidade a Longo Prazo
Um dos maiores atrativos do AM4 foi o compromisso da AMD com a longevidade da plataforma. A empresa garantiu suporte ao AM4 de 2016 até 2020, permitindo que os usuários fizessem upgrades de CPUs sem precisar trocar de placa-mãe, o que não era o caso com as plataformas Intel, que frequentemente exigiam novos soquetes para processadores mais recentes. Isso atraiu tanto entusiastas de PC quanto empresas que procuravam uma solução de longo prazo para suas necessidades de hardware.

#### Expansão no Mercado de Data Centers
Embora o AM4 tenha sido voltado principalmente para consumidores, ele ajudou a AMD a ganhar força também no mercado corporativo e de data centers, onde as plataformas EPYC (baseadas em Zen) foram lançadas e começaram a oferecer uma alternativa mais competitiva aos processadores Intel Xeon. O sucesso do AM4 ajudou a estabelecer a credibilidade da arquitetura Zen como uma solução viável tanto para consumidores quanto para aplicações corporativas, um fator importante para o crescimento da AMD.

#### Adoção pelo Mercado de Jogos
O soquete AM4 também foi fundamental para a AMD ganhar espaço no mercado de PCs gamers. As CPUs Ryzen começaram a ser recomendadas por revistas especializadas e influenciadores do mundo dos jogos, pois ofereciam um desempenho muito bom em jogos multithread, especialmente quando combinadas com placas gráficas de alto desempenho. A plataforma AM4, com seu suporte a PCIe 4.0, ajudou a aumentar ainda mais o apelo para os gamers que buscavam sistemas com maior largura de banda para suas GPUs e SSDs NVMe.

#### Aumento da Participação de Mercado
Graças ao AM4 e à família Ryzen, a AMD conseguiu aumentar sua participação de mercado em CPUs de desktops de cerca de 17% em 2016 para mais de 40% em 2021. Esse crescimento foi impulsionado pela combinação de desempenho competitivo, suporte a tecnologias de última geração (como PCIe 4.0 e DDR4), e pelo foco na compatibilidade a longo prazo, uma característica valorizada por consumidores e integradores de sistemas.

Em resumo, o impacto do AM4 no mercado foi profundo. Ele permitiu à AMD sair de uma posição de desvantagem para uma posição competitiva, ao mesmo tempo em que expandiu significativamente sua base de usuários e estabeleceu a empresa como uma concorrente formidável no mercado de CPUs.